# Klub Miłośników Starych Tramwajów w Łodzi
Klub Miłośników Starych Tramwajów w Łodzi – istniejąca od 1981 r. społeczna organizacja pozarządowa, od 2004 r. stowarzyszenie, którego głównym celem jest gromadzenie pamiątek po łódzkich tramwajach, pielęgnowanie tradycji zawodu motorniczego oraz prowadzenie prac badawczo-historycznych nad dziejami komunikacji zbiorowej w Łodzi i aglomeracji łódzkiej. Klub współpracuje z Muzeum Komunikacji Miejskiej w Łodzi przy MPK Łódź.

## Cele działalności Klubu
- skupienie zainteresowanych tematyką komunikacji miejskiej z terenu Łodzi i okolic,
- forum nawiązywania kontaktów, wymiany informacji i materiałów,
- ustalanie wspólnych prac badawczych oraz współpraca przy realizacji obranych celów,
- gromadzenie w Muzeum Komunikacji Miejskiej w Łodzi MPK Łódź pamiątek i zabytków związanych z komunikacją miejską w Łodzi,
- prowadzenie badań nad dziejami komunikacji miejskiej w Łodzi i miastach ościennych,
- popularyzacja informacji na temat historii łódzkiej komunikacji miejskiej jako istotnego elementu ogólnej historii Łodzi,
- inicjowanie i prowadzenie prac konserwatorskich zabytków komunikacji miejskiej.

Celem długofalowym jest utworzenie w Łodzi muzeum komunikacji miejskiej z prawdziwego zdarzenia w nieobsługującej już regularnego ruchu tramwajowego zajezdni „Brus” przy ul. Konstantynowskiej 115.

## Historia Klubu
Klub powstał 1 października 1981 roku z inicjatywy Zbigniewa Szafrańskiego, początkowo jako sekcja łódzka warszawskiego Klubu Miłośników Komunikacji Miejskiej. Pierwszym prezesem został Wojciech Źródlak, ówczesny redaktor czasopisma „Tramwajarz Łódzki”. W 1994 roku z inicjatywy Mirosława Z. Wojalskiego zmieniono nazwę na „Klub Miłośników Starych Tramwajów w Łodzi”. Pięć lat później klub uzyskał status stowarzyszenia zwykłego. Obecnym (od VI 2024 r.) prezesem KMST jest Kamil Smulski.
Stowarzyszenie skupia ponad 120 osób w różnym wieku i o różnorodnych zainteresowaniach. Wbrew nazwie są wśród nich miłośnicy nie tylko starych (zabytkowych) tramwajów, ale również współczesnych, a także autobusów komunikacji miejskiej. Nie brakuje kolekcjonerów biletów i kart pocztowych o tematyce tramwajowo-autobusowej, pasjonatów modelarstwa, czy amatorów fotografii komunikacyjnej. O różnorodności zainteresowań klubowiczów świadczą działające sekcje tematyczne: historyczna, taboru i techniki, autobusowa, biletowa, fotograficzna, filatelistyczno-filumenistyczna, modelarska, torowisk i sieci, aktualności oraz turystyczna. Najważniejsze działania statutowe prowadzą Sekcja Ruchu, zapewniająca obsługę wydarzeń z udziałem zabytkowego taboru, w tym Łódzkie Linie Turystyczne, oraz Sekcja Techniczno-Remontowa, opiekująca się Zajezdnią Muzealną Brus i prowadząca renowację historycznego taboru. Efektem pracy klubowych historyków są liczne publikacje w czasopismach hobbystycznych oraz pozycje książkowe, w tym dwie monografie, które ukazały się w związku z setnymi rocznicami uruchomienia komunikacji tramwajowej w Łodzi oraz oddania do eksploatacji pierwszych linii podmiejskich.
Niegdyś KMST wydawało czasopismo o nazwie „Pantograf”. Dawniej miesięcznik, obecnie okazjonalno-tematyczne, np. poświęcone zlikwidowanej zajezdni przy ul. J. Dąbrowskiego. Pełny zestaw numerów dostępny w zbiorach Biblioteki im. J. Piłsudskiego w Łodzi oraz w Bibliotece Uniwersytetu Łódzkiego. Obecnie dla członków klubu dostępny jest wysyłany drogą mailową i na niepubliczną grupę Facebook pismo "Odbierak", w którym znajduje się krótki opis tego, co udało się klubowi dokonać w ciągu ostatniego miesiąca i  inne ważne informacje.
Systematycznie organizowane są okolicznościowe przejazdy zabytkowym taborem oraz wycieczki po obiektach związanych z komunikacja miejską. W sezonie letnim Klub organizuje wraz z MPK Łódź turystyczną trasę tramwajową linii „0”, na której jego członkowie (zawodowi motorniczowie) prowadzą jej wagony, inni wcielają się w role konduktorów. Stowarzyszenie współpracuje z Muzeum Komunikacji Miejskiej w Łodzi przy MPK Łódź, gdzie w pierwszą pracującą środę każdego miesiąca odbywają spotkania klubowe.
W 2008 Klub został uhonorowany Medalem Pro Publico Bono im. Sabiny Nowickiej.

## Ważniejsze publikacje członków Klubu
- Wojciech Źródlak, Wojciech Dębski, Włodzimierz Hyży, Tomasz Igielski, Dariusz Walczak (pod redakcją Jana Raczyńskiego): Łódzkie tramwaje 1898–1998. Łódź: EMI-PRESS, 1998. ISBN 83-904079-3-0.
- Wojciech Źródlak, Jerzy Wojtowicz, Marcin Kaczyński (pod redakcją Jana Raczyńskiego): Łódzka podmiejska komunikacja tramwajowa 1901–2001. Łódź: EMI-PRESS, 2001. ISBN 83-904079-8-1.
- Mirosław Zbigniew Wojalski: 100 lat łódzkich tramwajów. Łódź: Widzewska Oficyna Wydawnicza ZORA, 1998 (wyd. 1), 2002 (wyd. 2, zmienione).
- Wojciech Źródlak, Jerzy Wojtowicz, Jakub Tarka: Juliusz Kunitzer ojciec łódzkich tramwajów. Łódź: Klub Miłośników Starych Tramwajów w Łodzi, 2015. ISBN 978-83-941639-0-7.

Źródło: